# Notomastus latericeus
 (Octobre 2023).
Espèce
Notomastus latericeus est une espèce de vers annélides polychètes vivant dans les fonds marins sableux et les vasières. Il atteint 30 cm de long.

## Description
Son corps tubiforme, rouge à jaunâtre, est divisé en 100 à 150 segments.
La région antérieure est pourpre à rouge foncé, l'autre partie étant jaunâtre ou plus claire.
De fines soies (poils) de nature chitineuse sont visibles sur son épiderme.
Des paires de pores génitales s'ouvrent sur la face dorsale antérieure de nombreux segments de la région postérieure.
La partie antérieure de son corps (pygidium) se termine en éléments membraneux.
Dans les eaux moins oxygénées, il respire grâce à des branchies plus ou moins formées, simples et formées d'extensions de sa muqueuse.

## Habitat
Il vit sur et dans les fonds plutôt sableux des zones peu profondes à moyennement profondes du plateau continental.

Il est parfois également observé dans les algues marines.